# Arigue Buga
Arigue Buga (em russo: Ариг-Буга; romaniz.: Arig Buga; em mongol: Аригбөх; romaniz.: Arig Bökh) foi um nobre mongol do século XIII, filho de Tolui (r. 1227–1229) e Sorcaquetani. Com a morte de seu irmão Mangu Cã (r. 1251–1259), entrou em conflito com seu outro irmão Cublai Cã pelo domínio do Império Mongol.